# يزن نسيبة
يزن نسيبة منشد وملحن اناشيد، مؤلف وموزع موسيقي مهندس ومعالج صوت، مسلم أردني فلسطيني
مدير الشركة الكويتية للإنتاج الفني والسينمائي - الأردن نيسان 2010 - تموز 2011.
مؤسس استوديوهات سيمفوني للإنتاج والتوزيع الفني والسنمائي آب 2011.بعمان (الأردن)واسطنبول (تركيا)..
بكالوريوس علم حاسوب جامعة الأميرة سمية للتكنولوجيا – الأردن.
دبلوم عالي في هندسة الصوت واخر في الإخراج وصناعة الأفلام في أكاديمية SAE الأسترالية المعروفة عالميا.
بكالوريوس تاليف وقيادة موسيقية - المعهد الوطني الموسيقي 2010 - 2013.
ماجستير في التاليف والتوزيع الموسيقي - جامعة إسطنبول التقنية 2015 - 2017.
المشوار الفني:
شبل، كشاف، كشاف متقدم، جوال ومن ثم قائد كشفي ومشرف فني في مجموعة خالد بن الوليد الكشفية التابعة لنادي اليرموك/ عمان. شارك في العديد من الملتقيات الكشفية العربية والدولية والتي عقدت في لبنان، المملكة العربية السعودية، الإمارات العربية المتحدة، ليبيا، والمغرب.
قام بالتأليف والتوزيع الموسيقي للعديد من الفنانيين المعروفين مثل (أسامة الصافي من الإمارات٫ محمد ومصطفى العزاوي٫ وعبد الكريم مبارك ومروان صباح وغيرهم من الفنانين العراقيين ٫عبد الله الجويبر من المملكة العربية السعودية٫ فرقة الاعتصام وغيرها من الفرق في فلسطين٫ يحيى حوى من سوريا٫ يوسف لبيب من المغرب٫ محمد بشار٫ إبراهيم الدردساوي٫ خيري حاتم وميس شلش من الأردن٫وايضا وزع أغنية اعتز بايماني (أيمن رمضان، محمد ابوحلقة)واغنية رسالتي لمحمد أبو حلقة..
كما وزع للاطفال نذكر منهم: دينا عادل، ملاك إسماعيل، راما النتشة وفاطمة دبابنة بصفة خاصة ولفراشات محبوبة بصفة عامة...قام أيضا بالتوزيع الموسيقي لاغنية كتير بحبو (عن النبي صلى الله عليه وسلم)
الاهتمامات الفنية بدأت مبكرة جدا بجهد فردي من خلال الاستماع والتحليل الجيد والإطلاع على خبرات الآخرين، إضافة إلى القراءة الممحصة والثقافة الفنية مما اكسبه التعامل باحتراف مع معظم البرامج الحديثة التي تستخدم في مجال التأليف والتوزيع الموسيقي والهندسة الصوتية.

## الأغانى المصورة (الفيديو)
- 2009: أقمار
- 2009: يهمي دمعي
- 2011: بلاصوت (مجاعة الصومال)
- 2012: يا خالق الأكوان

-2013: بعد طه (العمل المصور بتركيا
يا)

## الألبومات
- Yazan2014Yazan2014
- سلسلة عبالي موال، مع ربيع سعادات (قريبا)

## أغاني منفردة
- 2007: يا عالم الحال
- 2010: وياك
- 2011: آخر المشوار
- 2011: بعد طه
- 2011: لا تكون قاسي
- 2013: «جمر وشوك»
- 2013: «نور عيوني».
- 2014: نهجم ع الموت
- 2014: بعد العصر
- 2015: تبسم
- أجمل حاجة
- حبة حروف
- حلم جميل
- عبالي موال
- جلسات 1-2
- عبالي موال2

## شارك مع
- 2012: ناديت على يوتيوب(ميس شلش مع)
- 2013: حنيت باشتراك مع عبد الكريم مبارك
- 2013: رمضان جانا بالاشتراك مع نجوم محبوبة
- هل هلالك بالاشتراك مع خيري حاتم وأيمن رمضان
- فواصل رمضان مع..سمى أسامة..
- فواصل العيد مع..لمى أسامة..
- أغنية نسمة بين الحنايا بالاشتراك مع نخبة من فنانين الأردن
- أغنية يا جزائر بالاشتراك مع نجوم محبوبة
- أغنية لو طال الليل بالاشتراك مع نجوم محبوبة

## وصلات خارجية
- الصفحة الرسمية على شبكة الفيس بوك  على فيسبوك.
- القناة الخاصة على اليوتيوب
- شبكة انشادكم العالمية